# Jelena Stasova
Jelena Dmitrijevna Stasova (ryska: Елена Дмитриевна Стасова; IPA: [jɪˈlʲɛnə ˈdmʲitrʲɪɪvnə ˈstasəvə]), född 3 oktober 1873 i Sankt Petersburg, död 31 december 1966 i Moskva, var en rysk kommunist och sovjetpolitiker. Hon deltog i den ryska revolutionen 1917 och blev politisk funktionär i Komintern. Hon var president för internationella röda hjälpen (MOPR) 1927-1938, en av redaktörerna för International Literature 1938-1946, och den första kvinna som blev medlem i ryska politbyrån.